# Bánh xe Pelton

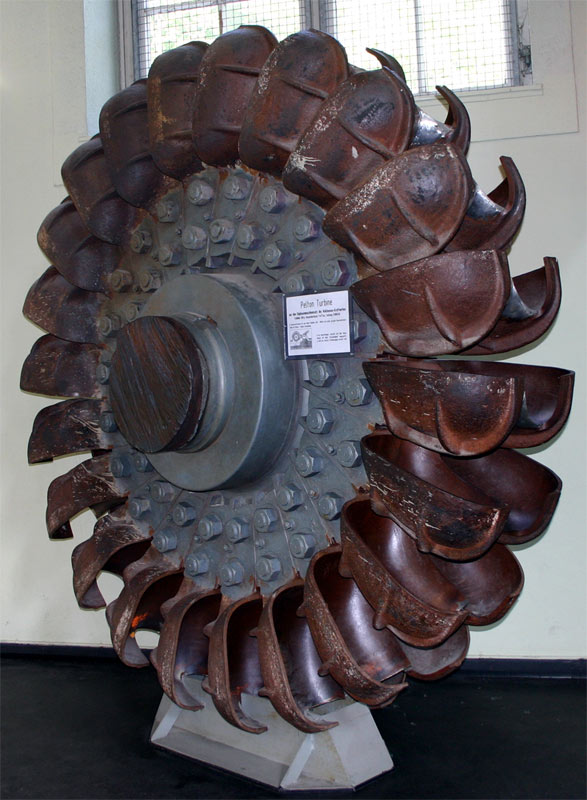
Bánh xe Pelton cũ từ Nhà máy thủy điện Walchensee, Đức.

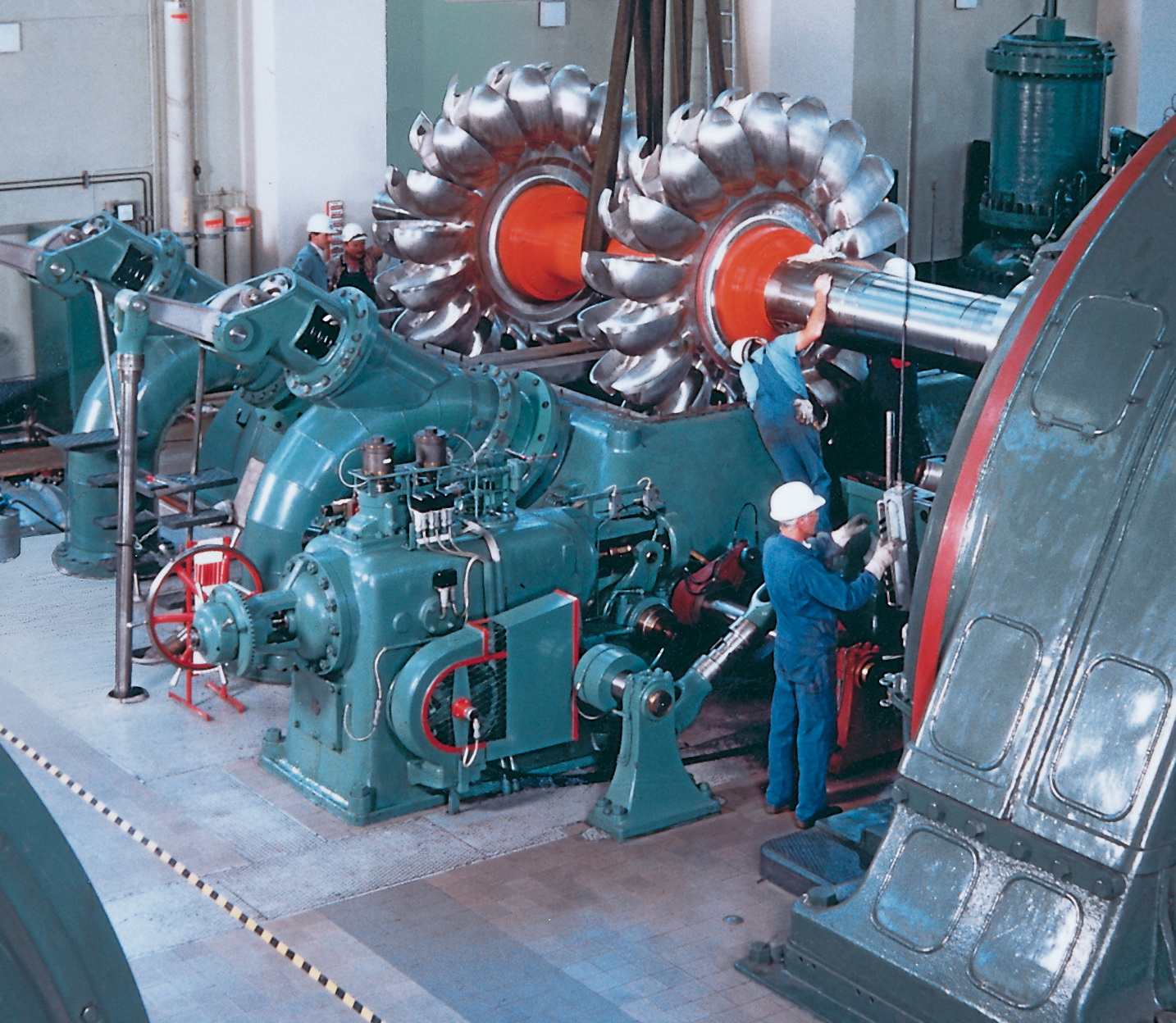
Lắp ráp bánh xe Pelton tại Nhà máy thủy điện Walchensee, Đức.

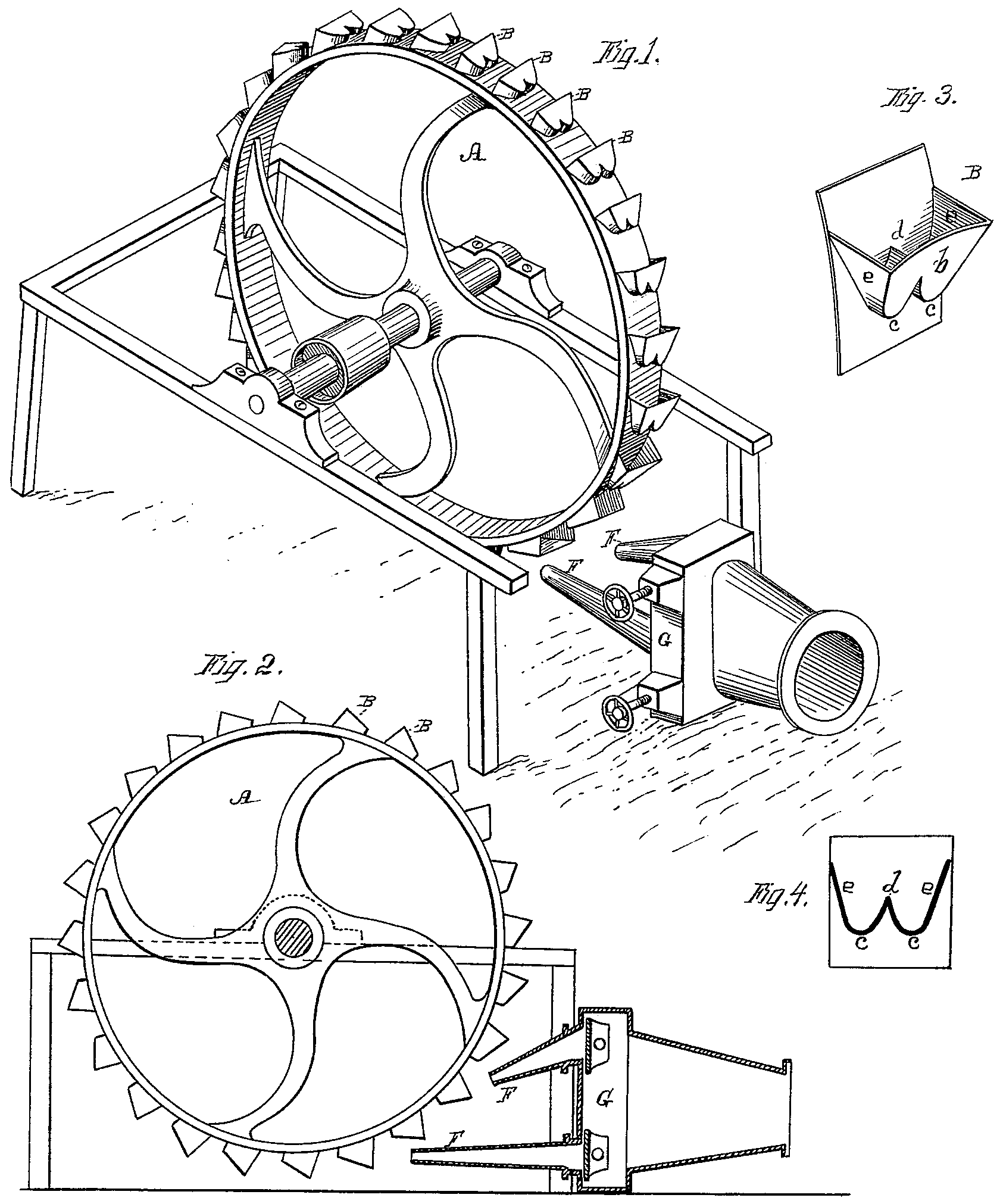
Hình từ bằng sáng chế ban đầu của Pelton (tháng 10) 1880).

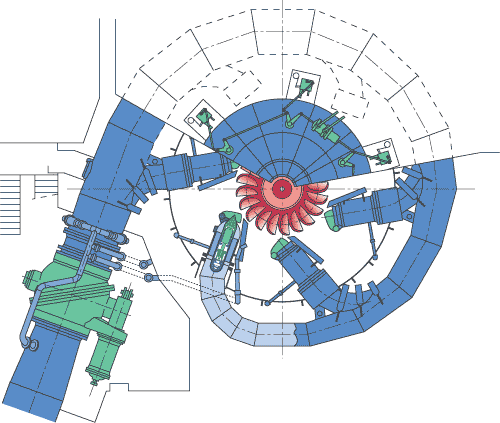
Mặt cắt của lắp đặt tuabin Pelton.

Bánh xe Pelton là một tuabin nước xung lượng. Nó được Lester Allan Pelton sáng chế trong thập niên 1870. Bánh xe Pelton chiết xuất năng lượng từ xung lực của nước di chuyển, trái ngược với trọng lượng chết của nước giống như bánh xe nước quá mức truyền thống. Nhiều biến thể của tuabin xung tồn tại trước thiết kế của Pelton, nhưng chúng kém hiệu quả hơn thiết kế của Pelton. Nước để lại những bánh xe đó thường vẫn có tốc độ cao, mang đi nhiều năng lượng năng động mang đến cho bánh xe. Hình dạng mái chèo của Pelton được thiết kế sao cho khi vành chạy ở một nửa tốc độ của tia nước, nước rời bánh xe với tốc độ rất thấp; do đó, thiết kế của ông trích xuất gần như tất cả năng lượng xung của nước - cho phép một tuabin rất hiệu quả.

## Lịch sử
Lester Allan Pelton sinh ở Vermillion, Ohio năm 1829. Năm 1850, ông đi qua vùng đất liền đến California, tham gia vào cơn sốt vàng. Pelton đã bán cá ông bắt được trong sông Sacramento. Năm 1860, ông chuyển đến Camptonville, một trung tâm của hoạt động khai thác mỏ. Tại thời điểm này, nhiều hoạt động khai thác được cung cấp bởi động cơ hơi nước đã tiêu thụ một lượng lớn gỗ làm nhiên liệu của chúng. Một số bánh xe nước đã được sử dụng trong các con sông lớn hơn, nhưng chúng không hiệu quả trong các dòng suối nhỏ hơn được tìm thấy gần các mỏ. Pelton đã làm việc trên một thiết kế cho một bánh xe nước mà sẽ làm việc với dòng chảy tương đối nhỏ được tìm thấy trong các dòng này.
Vào giữa những năm 1870, Pelton đã phát triển một nguyên mẫu bằng gỗ của bánh xe mới của mình. Năm 1876, tiếp cận Miners Foundry tại Nevada City để xây dựng các mô hình thương mại đầu tiên bằng sắt. Bánh xe Pelton đầu tiên được lắp đặt tại mỏ Mayflower ở thành phố Nevada vào năm 1878.. Những lợi thế về hiệu quả của sáng chế Pelton đã nhanh chóng được công nhận và sản phẩm của ông nhanh chóng có nhu cầu cao. Vào giữa những năm 1880, Miners Foundry không thể đáp ứng nhu cầu, và vào năm 1888, Pelton đã bán quyền sở hữu tên của mình và bằng sáng chế cho sáng chế của mình cho Công ty Bánh xe nước Pelton ở San Francisco. Công ty thành lập một nhà máy tại 121/123 Phố Main ở San Francisco.
Công ty bánh xe nước Pelton đã sản xuất một số lượng lớn bánh xe Pelton ở San Francisco được vận chuyển trên toàn thế giới. Năm 1892, Công ty bổ sung một chi nhánh trên bờ biển phía đông tại 143 Phố Liberty ở Thành phố New York. Đến năm 1900, hơn 11.000 tuabin đã được sử dụng. Năm 1914, công ty chuyển sang sản xuất các cơ sở lớn hơn, mới tại 612 đường Alabama ở San Francisco. Năm 1956, công ty được mua lại bởi Baldwin-Lima-Hamilton, đã kết thúc sản xuất bánh xe Pelton.